# Жозефина Каролина Бельгийская
Принцесса Жозефина Каролина Бельгийская (18 октября 1872, Брюссель — 6 января 1958, Намюр) — принцесса Бельгийская, сестра короля Бельгии Альберта I; в замужестве — принцесса Гогенцоллерн-Зигмаринген.

## Биография
Родилась в семье графа Фландрии Филиппа и принцессы Марии Гогенцоллерн-Зигмаринген. Её брат стал в 1909 году королём под именем Альберт I.
28 мая 1894 года она вышла замуж за принца Карла Антона Гогенцоллерн-Зигмаринген, сына принца Леопольда Гогенцоллерн-Зигмарингена и португальской инфанты Антонии, дочери королевы Португалии Марии II. В семье родилось четверо детей:
- Стефания Жозефина Карола Филиппина Леопольдина Мария (1895—1975) вышла замуж за Эрнста, графа Фютгер ван Глота (1895—1981)
- Мария Антуанетта Вильгельмина Августа Виктория (1896—1965) вышла замуж за Егора фон унд Эрч ван унд цу Валдгрис и Либенач (1892—1981), имели четверых детей.
- Альберт Людвиг Леопольд Тассило (1898—1977) женился на Кларе фон Фридебург (1901—1988), имели пятерых детей.
- Генриетта Леопольдина Вильгельмина (1907)

## Титул
- 18 октября 1872 — 28 мая 1894: Её Королевское Высочество Принцесса Бельгийская
- 28 мая 1894 — 6 января 1958: Её Королевское Высочество Принцесса Гогенцоллерн-Зигмаринген